# Moritz Ludwig Frankenheim
Moritz Ludwig Frankenheim (* 29. Juni 1801 in Braunschweig; † 14. Januar 1869 in Dresden) war ein deutscher Physiker, Geograph und Kristallograph.

## Leben
Moritz Ludwig Frankenheim wurde 1801 in Braunschweig geboren und besuchte dort sowie in Wolfenbüttel das Gymnasium. Nach Abschluss der Schule ging er nach Berlin an die Alma Mater Berolinensis (die heutige Humboldt-Universität) zum Studium der Physik, das er 1823 mit der Dissertation Dissertatio de Theoria Gasorum et Vaporum Meditationes abschloss. Angetrieben durch die Forschung seines dortigen Lehrers Christian Samuel Weiss (1780–1856) verlagerte sich sein Interesse hauptsächlich auf die Kristallographie. Im Jahr 1827 wurde er an die Universität Breslau berufen, wo er von 1827 bis 1850 zunächst Assistenz-Professor für Physik, Geographie und Mathematik, ab 1850 schließlich ordentlicher Professor für diese Fächer war. Nach seiner Emeritierung ging er zunächst nach Leipzig und dann nach Dresden, wo er 1869 im Alter von 67 Jahren starb.
Im Jahr 1841 wurde er zum Mitglied der Leopoldina gewählt.

## Leistungen
Frankenheims Arbeitsschwerpunkt war die Kristallographie, besonders im Hinblick auf Untersuchungen der Kristallmorphologie und Arbeiten zum mathematisch-theoretischen Hintergrund der Symmetrie von Kristallen. Er nutzte bereits 1826 die ganzzahligen Kehrwerte der Weissschen Koeffizienten (die Schnittpunkte einer Ebene mit den drei kristallographischen Achsen) zur Beschreibung der räumlichen Lage von Kristallflächen, woraus der englische Kristallograph William Hallowes Miller (1801–1880) 1839 die Millerschen Indizes entwickelte. Durch die Zuordnung von Symmetrieelementen zu den zuvor durch Weiss und Friedrich Mohs (1773–1839) definierten Kristallsystemen, gelang es Frankenheim erstmals, die 32 Punktgruppen (Kristallklassen) zu definieren und sie in die damals noch vier Kristallsysteme (das reguläre, das viergliedrige, das zweigliedrige und das sechsgliedrige) einzuordnen. Aus seinen Beobachtungen leitete er 15 Gittertypen für Kristalle ab, die später von Auguste Bravais (1811–1863) auf 14 reduziert wurden und noch heute als Bravais-Gitter die möglichen Elementarzellen von Kristallstrukturen beschreiben. Frankenheim führte weiterhin als einer der Ersten mikroskopische Untersuchungen von Kristallen im polarisierten Licht, unter Verwendung des damals noch neuen Nicolschen Prismas als Polarisator, durch.
Im Bereich der Geographie zählt das Buch Völkerkunde von 1852 zu seinen bekanntesten Werken.

## Werke
- Dissertatio de Theoria Gasorum et Vaporum Meditationes. Berlin 1823.
- Crystallonomische Aufsätze. ISIS, Bd. 19, S. 497–515, 542–565, Jena 1826.
- Populäre Astronomie. Braunschweig 1827.
- De Crystallorum Cohäsione. Breslau 1829.
- Die Lehre von der Cohäsion, umfassend die Elasticität der Gase, die Elasticität und Cohärenz der flüssigen und festen Körper und die Krystallkunde. Breslau 1835.
- System der Krystalle. Breslau 1842.
- Krystallisation und Amorphie. Breslau 1851.
- Völkerkunde. Breslau 1852.
- Ueber das Entstehen und das Wachsen der Krystalle nach mikroskopischen Beobachtungen. 1860.
- Zur Krystallkunde. I. Characteristiken der Krystalle. Leipzig 1869.